# Rainer Henkel
Rainer Henkel (Leverkusen; 27 de febrero de 1964) es un nadador alemán retirado especializado en pruebas de estilo libre, donde consiguió ser subcampeón olímpico en 1984 en los 4x200 metros estilo libre.

## Carrera deportiva
En los Juegos Olímpicos de Los Ángeles 1984 ganó la medalla de plata en los relevos de 4x200 metros estilo libre, con un tiempo de 7:16.73 segundos, tras Estados Unidos (oro) y por delante de Reino Unido (bronce), siendo sus compañeros de equipo los nadadores: Thomas Fahrner, Dirk Korthals, Alexander Schowtka y Michael Gross.